# Kongonaphon kely
Kongonaphon kely var en art eller klad inom Lagerpetidae som levde i det som är i dag Madagaskar.
Kongonaphon kely var ett litet djur. Den har beräknas att ha varit 40 centimeter lång och 10 centimeter hög när den stod upp.